# Angola-Bülbülgrasmücke
Die Angola-Bülbülgrasmücke (Macrosphenus pulitzeri) ist eine seltene und wenig erforschte Singvogelart aus der Familie Macrosphenidae. Sie ist in Angola endemisch. Das Artepitheton ehrt den US-amerikanischen Verleger Ralph Pulitzer (1879–1939).

## Merkmale
Die Angola-Bülbülgrasmücke erreicht eine Körperlänge von circa 12 cm. Der Schwanz ist kurz und der Schnabel ist dünn. Der Oberkopf, der Rücken, der Bürzel und die Schulterblätter sind olivbraun. Die Ohrdecken sind etwas heller. Der Zügelfleck vor dem Auge ist kohlegrau. Die Oberschwanzdecken sind zimtbraun. Die Schwanzfedern sind olivbraun. Die Federschäfte sind dunkel rotbraun. Kinn und Kehle sind schmutzig hellgelb mit einem leichten Grünstich. Die Unterseite ist oliv. Die Brustseiten und Flanken sind dunkler. Der Bauch ist gelblicher. Über die untere Brust und dem Unterbauch verläuft eine stumpf bräunlichgelbe Mittellinie.
Die Unterschwanzdecken und Schenkel sind zimtbraun. Die Basen der Konturfedern sind schieferfarben. Die Federn der Hand- und Armschwingen sind dunkelgrauoliv. Die Schirmfedern und Deckfedern sind heller. Alle Schwungfedern sind olivbraun gesäumt, wobei die Ränder der Handschwingenfedern schmal und die der Armschwingenfedern breiter sind. Die Unterseite der Innenfahnen der Hand- und Armschwingenfedern ist grauweiß gesäumt. Die Achseln und die Unterflügeldecken ist schmutzig gelblichweiß.
Die Iris ist schmutzig weiß. Der Schnabel ist oben dunkelhornfarben, am Unterkiefer rosa. Die Tarsen sind rosa.
Die Angola-Bülbülgrasmücke unterscheidet sich von der ähnlichen Einfarb-Bülbülgrasmücke (Macrophenus concolor) vor allem durch die etwas größere Größe und den längeren Schwanz. Die Geschlechter ähneln sich. Die juvenilen Vögel sind unbeschrieben.

## Verbreitung

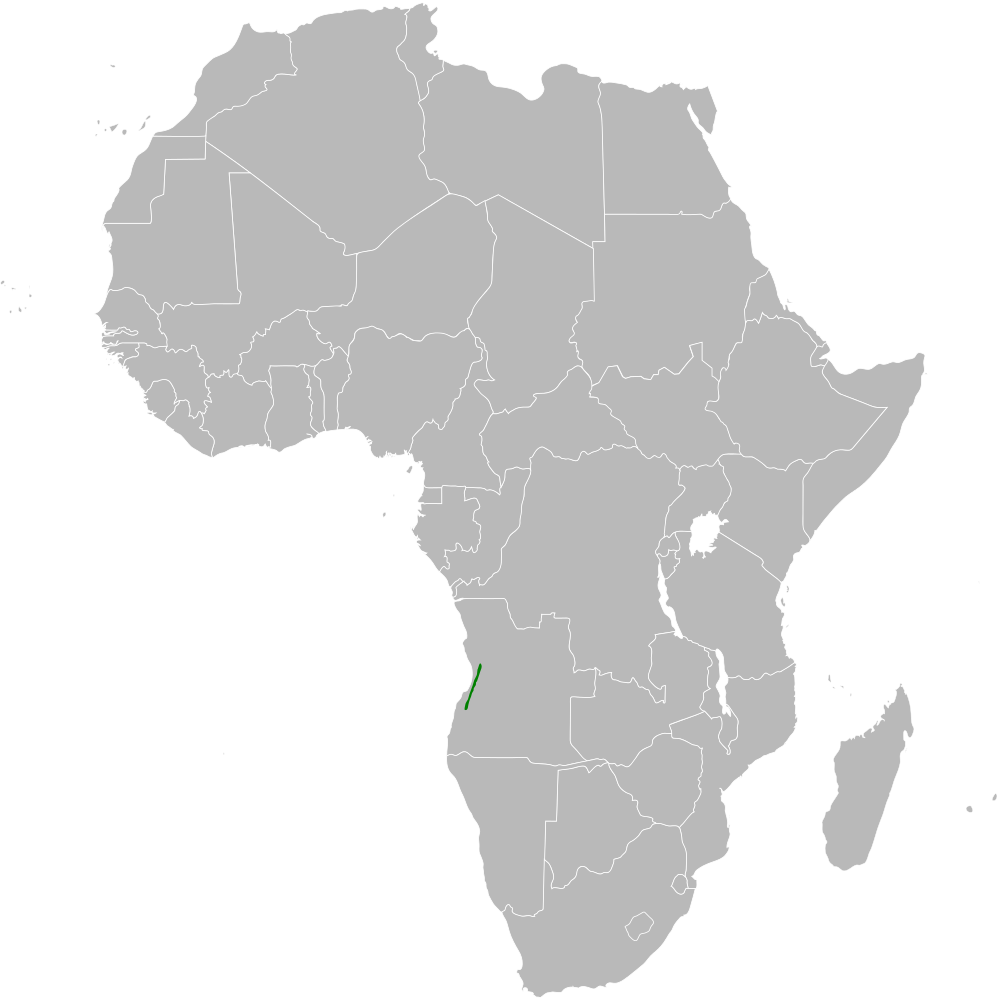
Verbreitungsgebiet (grün) der Angola-Bülbülgrasmücke

Die Angola-Bülbülgrasmücke kommt an der Großen Randstufe im Westen Angolas von Vila Nova do Seles bis zur Chongorói-Region vor, insbesondere in (Gabela), Provinz Cuanza Sul und in Namibe (Camucui).

## Lebensraum
Die Angola-Bülbülgrasmücke bewohnt trockene immergrüne Wälder, Sekundärwälder und sekundäres Buschland in Höhenlagen zwischen 300 und 1030 m. Möglicherweise überlebt sie auch in Kaffeeplantagen.

## Lebensweise
Die Angola-Bülbülgrasmücke ist offenbar ein Standvogel. Ihre Nahrung besteht aus Insekten. Sie geht rastlos, sehr weit unten, fast bis zum Boden, auf Nahrungssuche, wobei sie meist im dichten Laub verborgen ist. Vögel in Brutstimmung wurden im September und Dezember beobachtet. Mehr ist über ihr Fortpflanzungsverhalten nicht bekannt.

## Status
Die Angola-Bülbülgrasmücke wird in der IUCN Red List als „stark gefährdet“ (endangered) eingestuft. Diese Vogelart hat ein begrenztes Verbreitungsgebiet und ist in der Endemic Bird Area Western Angola präsent. Der Gesamtbestand wird auf 1000 bis 2500 Individuen geschätzt.
Von den 1930er bis zu den 1970er Jahren wurden schätzungsweise 95 % des Waldes an der Großen Randstufe für den Kaffeeanbau genutzt (wobei das Kronendach weitgehend intakt blieb). In der Folge wurde diese landwirtschaftliche Praxis jedoch weitgehend aufgegeben. Aktuell stellt die Subsistenzlandwirtschaft die größte Bedrohung für die Art dar. Insbesondere in der Region Chongorói gefährden häufige, unkontrollierte Brände, die durch Brandrodung verursacht werden, die Population.
Im Kumbira-Wald, einem der ausgedehntesten Lebensräume für die Angola-Bülbülgrasmücke, wurden bei Erhebungen im Jahr 2005 mindestens sieben Brutpaare festgestellt. Eine umfassendere Untersuchung im Jahr 2010 blieb ergebnislos. Vermutungen gehen in die Richtung, dass die Abholzung des dichten Unterholzes und der Rankengewächse für die Subsistenzlandwirtschaft zu diesem Rückgang beigetragen hat, da solche Praktiken zunehmend zur Umwandlung geeigneter Lebensräume führen. Die Entwicklungen nach dem Bürgerkrieg, einschließlich der Intensivierung landwirtschaftlicher Aktivitäten und dem Ausbau der Infrastruktur, führten zu einer raschen Zerstörung des Lebensraums der Angola-Bülbülgrasmücke in ihrem Verbreitungsgebiet.